# Paul Tibbets

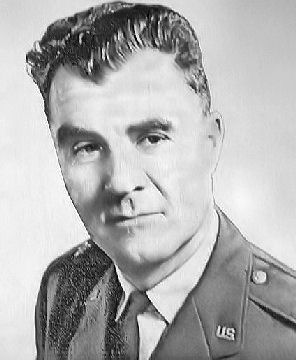
Brigadier General Paul Tibbets

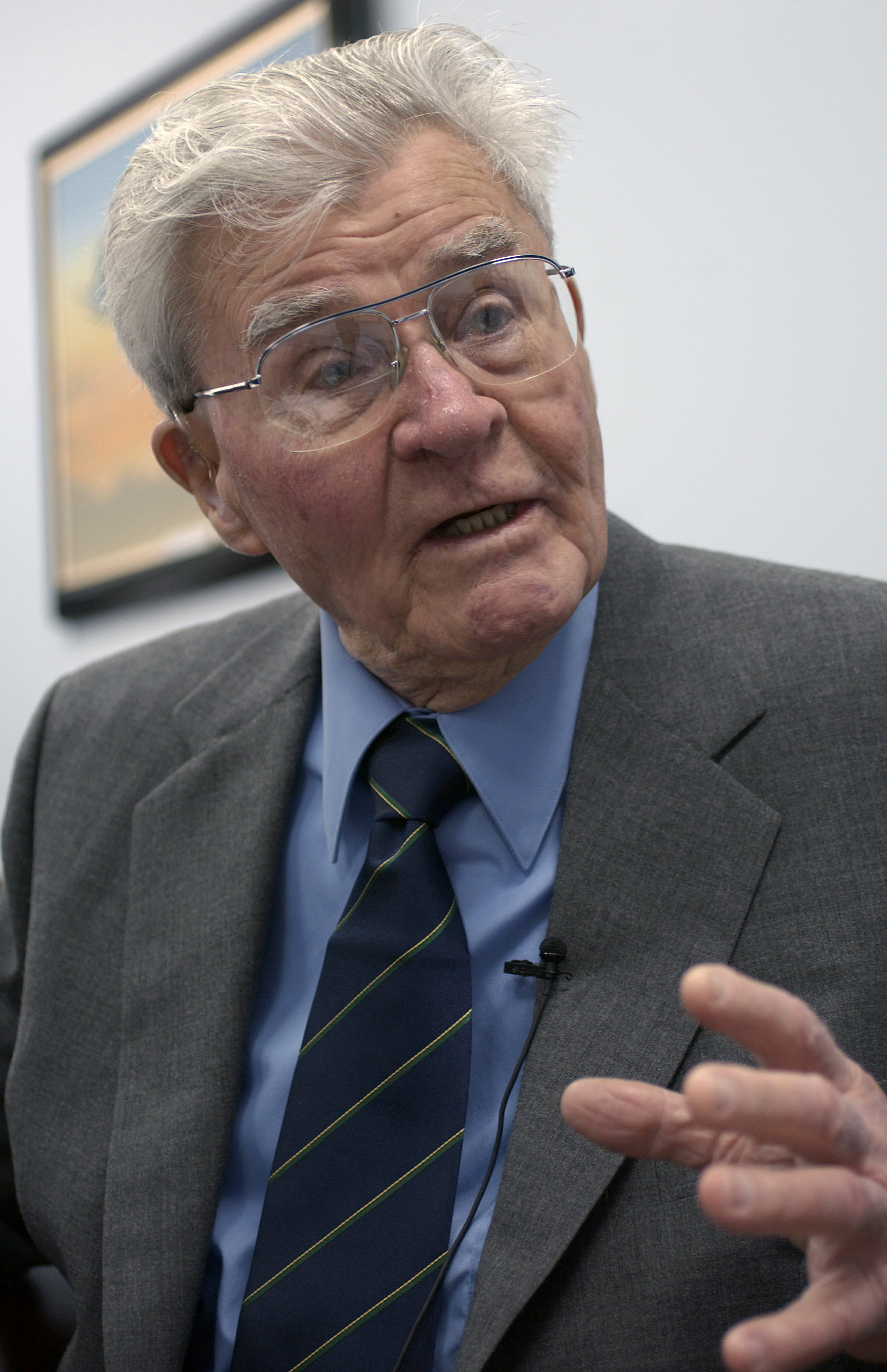
Paul Tibbets, 2003

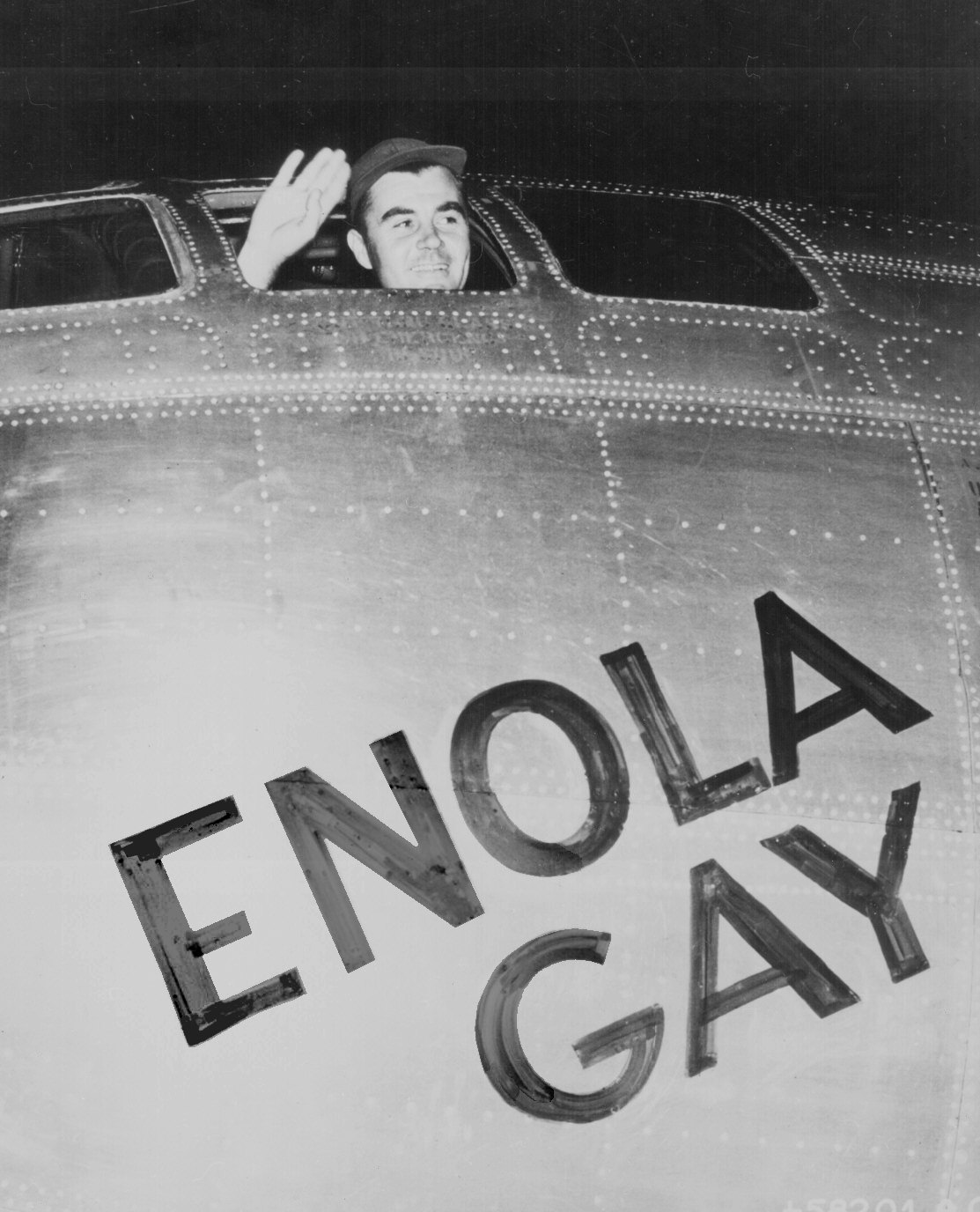
Paul Tibbets im Cockpit der Enola Gay vor dem Start, 6. August 1945

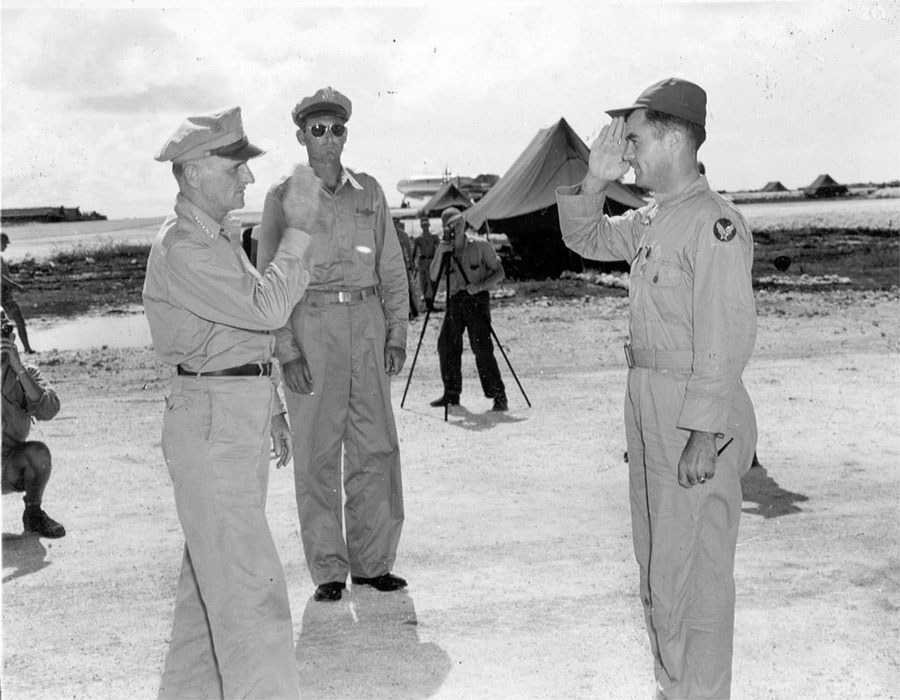
General Spaatz zeichnet Tibbets nach dem Atombombenabwurf aus

Paul Warfield Tibbets, Jr. (* 23. Februar 1915 in Quincy, Illinois; † 1. November 2007 in Columbus, Ohio) war ein US-amerikanischer Pilot der Luftstreitkräfte. Er flog am 6. August 1945 den Einsatz zum Abwurf der Atombombe über Hiroshima.

## Leben
Tibbets war Colonel der United States Army Air Forces im Zweiten Weltkrieg und Kommandeur der 509th Composite Group.  Am 6. August 1945 war er Pilot des nach seiner Mutter benannten B-29-Bombers Enola Gay, von dem um 08:15 Uhr die Atombombe Little Boy über der japanischen Stadt Hiroshima abgeworfen wurde. Durch den Einsatz kamen samt den Spätfolgen zwischen 70.000 und 166.000 Menschen ums Leben. Zudem hatte er das Amt des Luftwaffen-Attachés an der US-Botschaft in Neu-Delhi inne. Paul Tibbets wurde mit zahlreichen Auszeichnungen geehrt und blieb bis 1966 in der Air Force.
Im Jahr 1975 wurde er Vizepräsident der in Columbus (Ohio) ansässigen Lufttaxigesellschaft Executive Jet Aviation. Die US-Regierung entschuldigte sich 1976 bei Japan, nachdem Tibbets die Bombardierung bei einer Air Show in Texas nachgespielt hatte. Tibbets sagte, dass er Japan nicht beleidigen wollte.

## Trauerfeier
Paul Tibbets verfügte, dass es für ihn keine Trauerfeier und keinen Grabstein geben solle. Damit wollte er Demonstrationen verhindern und keine Pilgerstätte für mögliche Gegner des Atombombenabwurfs schaffen. Sein Leichnam wurde eingeäschert und die Asche nach seinem Wunsch über dem Ärmelkanal verstreut.

## Biografie
1952 entstand unter der Regie von Melvin Frank und Norman Panama der Film Die letzte Entscheidung (Originaltitel: Above and Beyond). Paul Tibbets wurde hier von Robert Taylor dargestellt, Eleanor Parker spielte seine Ehefrau.
1955 drehte der Regisseur Hilgrod Mayor den Kurzfilm Ein Vergehen (Originaltitel: The last minutes), der die letzten Minuten vor dem Abwurf zeigte.

## Auszeichnungen
- Distinguished Service Cross (USA)
- Purple Heart
- Legion of Merit
- Distinguished Flying Cross
- Air Medal
- Army Commendation Medal
- European-African-Middle Eastern Campaign Medal
- Asiatic-Pacific Campaign Medal
- American Defense Service Medal
- American Campaign Medal
- World War II Victory Medal
- National Defense Service Medal